# Emiratos Árabes Unidos en los Juegos Paralímpicos de Atenas 2004
Los Emiratos Árabes Unidos estuvieron representados en los Juegos Paralímpicos de Atenas 2004 por diez deportistas masculinos.

## Medallistas
El equipo paralímpico emiratí obtuvo las siguientes medallas:
| Nombre               | Deporte                   | Evento                 |
| -------------------- | ------------------------- | ---------------------- |
| Oro                  |                           |                        |
| Mohamed Jamis Jalaf  | Levantamiento de potencia | –82,5 kg masculino     |
| Plata                |                           |                        |
| Mana Abdulá Sulaiman | Atletismo                 | Peso F32 masculino     |
| Bronce               |                           |                        |
| Ali Cambar Al-Ansari | Atletismo                 | 400 m T37 masculino    |
| Mohamed bin Dabas    | Atletismo                 | Disco F33-34 masculino |